# Oaklands, Australien
Oaklands är en ort i Australien.   Den ligger i regionen Urana och delstaten New South Wales, i den sydöstra delen av landet, 270 km väster om huvudstaden Canberra. Oaklands ligger 148 meter över havet och antalet invånare är 323.  Staden präglas till stor del av jordbruksbygd med inriktning mot spannmålsodling och fårskötsel. 
Staden är lokalt känt för kamel race, stora spannmålslager, och att samma arkitekt som ritade huvudstaden Canberra planerade att anlägga en ny stad strax intill en gruva i närheten innan den drabbades av en olycka som skrinlade planerna. 
Största granstad i New South Wales är Wagga Wagga.
Terrängen runt Oaklands är huvudsakligen mycket platt. Oaklands ligger uppe på en höjd. Trakten är glest befolkad. Oaklands är det största samhället i trakten.